# William A. Little
William Arthur Little (* 17. November 1930 in Adelaide (Südafrika)) ist ein US-amerikanischer experimenteller Festkörperphysiker.
Little wurde 1955 an der Rhodes University in Südafrika bei John Betteley Birks promoviert und nochmals 1957 an der Universität Glasgow bei Samuel Crow Curran (Dissertation: The Overhauser effect in solids). Von 1956 bis 1958 war er als Fellow des National Research Council von Kanada an der University of British Columbia. 1958 wurde er Assistant Professor und 1965 bis zur Emeritierung 1994 Professor an der Stanford University.
Er befasst sich mit Tieftemperaturphysik und Supraleitung (organische Supraleiter, keramische Hochtemperatursupraleiter), magnetischer Resonanz, organischer Fluoreszenz, Phasenübergängen, chemischer Physik und Theorie neuronaler Netzwerke. Nach ihm und seinem Doktoranden Roland D. Parks ist der Little-Parks-Effekt benannt.
Er ist US-amerikanischer Staatsbürger. Little ist Fellow der American Physical Society. 1964/65 war er Guggenheim Fellow (und Gastprofessor an der Universität Genf) und 1959 bis 1962 Sloan Research Fellow.